# Teatar studentima!
TEST! - teatar studentima, međunarodni festival studentskog kazališta i multimedije Test!, u organizaciji udruge Test!
Teatar studentima, razvija se još od 2000. godine kada je svoj osmogodišnji put započeo kao smotra hrvatskog studenskog kazališta.
Vremenom festival je izrastao u međunarodni projekt, jedini ovog tipa koji je okrenut studentskoj populaciji, te tijekom niza godina ugostio mlade umjetnike iz većine zemalja Europe.
Kao član svjetske studentske kazališne organizacije AITU/IUTA, Test! podržava i promovira stvaralaštvo mladih nekompetitivnom atmosferom, poticanjem suradničkih projekata, susretima umjetničkih akademija i organiziranjem inspirativnih radionica. Festival okuplja europske i hrvatske kazališne, plesne i performans skupine i autore koji su redom na početku svog kreativnog razvoja, pa se među onima koji nastupaju često nalaze sveučilišne kazališne skupine i umjetničke akademije.
Od 2004. godine izvedbenom se programu uspješno pridružuje MM - multimedijalni program čiji raspored uglavnom zauzimaju radovi vizualnog i konceptualnog karaktera te koji okuplja mlade umjetnike i studente iz područja vizualne umjetnosti.

## Test!
Organizatori festivala: 
- ravnateljica festivala, mm program - Martina Miholić
- urednik kazališnog programa - Darko Jeftić
- producent, osnivač festivala - Denis Patafta
- predsjednik udruge, glazbeni program - Marko Jelić
- koordinator tehnike - Ante Jelušić

## Vanjske poveznice
- Službena stranica festivala  Arhivirana inačica izvorne stranice od 12. studenoga 2019. (Wayback Machine)